# Disciplina (canción)
«Disciplina» es una canción interpretada por la cantante argentina Lali, lanzada como el sencillo principal de su quinto álbum de estudio Lali (2023). Escrita por la cantante junto a Dano Díaz y Mauro De Tommaso, y producida por estos dos últimos, se publicó el 12 de enero de 2022 a través de Sony Music Argentina.
Su videoclip, dirigido por la productora Renderpanic, se lanzó en simultáneo junto con la canción, a través de YouTube y muestra a Lali como una dominatrix, ejecutando un baile junto a un grupo de bailarines. Aspectos como la coreografía, la estética y la dirección fueron aclamados por la crítica. Por otro lado, con respecto a la promoción de la canción, Lali interpretó por primera vez «Disciplina» el 1 de mayo de 2022 en los premios Platino, y luego, a partir del 23 de junio del mismo año, la cantante comenzó a interpretar la canción en su gira Disciplina Tour.

## Antecedentes y lanzamiento
Tras un año en descanso, dado que en 2021 estuvo enfocada en su carrera actoral y en su trabajo como coach de La voz Argentina. A finales de 2021, Lali publicó en sus redes sociales un trailer anunciando su regreso musical con un breve vídeo de apenas 30 segundos y las palabras "Lali 2022". Posteriormente, la pista se publicó oficialmente sin previo aviso el 12 de enero de 2022.

## Composición
Descrita como «sexy, enérgica y pegadiza», «Disciplina» es una canción animada que combina ritmos pop y dance. La canción marca el regreso de Lali a sus orígenes en la música pop después de explorar sonidos latinos como el reguetón y el trap en sus discos anteriores, Brava (2018) y Libra (2020). Su letra «oscura y sensual, caliente y pesada» muestra a Lali aventurándose en prácticas eróticas conocidas como BDSM, especialmente disciplina, dominio y sumisión.

## Recepción

### Resultado comercial
En Argentina, el sencillo debutó en la posición número 34 de la lista Billboard Argentina Hot 100, siendo el debut más alto de esa semana.

### Premios y nominaciones
| Año  | Premiación                    | Categoría                    | Resultado | Ref.   |
| ---- | ----------------------------- | ---------------------------- | --------- | ------ |
| 2022 | Premios Juventud              | La coreo más hot             | Nominada  | [ 11 ] |
| 2022 | Buenos Aires Music Video Fest | Vídeo favorito               | Ganadora  | [ 12 ] |
| 2022 | Buenos Aires Music Video Fest | Coreografía                  | Ganadora  | [ 12 ] |
| 2022 | Buenos Aires Music Video Fest | Making Of                    | Nominada  | [ 12 ] |
| 2022 | Premios Quiero                | Mejor vídeo artista femenina | Nominada  | [ 13 ] |
| 2022 | Premios Quiero                | Vídeo del año                | Nominada  | [ 13 ] |
| 2023 | Premios Carlos Gardel         | Mejor videoclip corto        | Ganadora  | [ 14 ] |

## Video musical
El videoclip que acompaña a «Disciplina» se lanzó junto con la canción el 12 de enero de 2022. El video fue dirigido por Renderpanic y producido por The Movimient, y muestra a Lali como una dominatrix. El clip, que está inspirado en las raves de Berlín, se desarrolla en un set industrial «gigantesco» en el que se instaló una pista de baile donde Lali y un grupo de bailarines de distintos géneros ejecutan una coreografía «eléctrica», que poco a poco eleva la temperatura del lugar, hasta que acaban exhaustos en el suelo.

### Recepción
El video fue comparado con «Disturbia» de Rihanna y «Bad Romance» de Lady Gaga. Bradley Stern de MuuMuse, en su evaluación, comentó que «no hay duda de que Lali es alumna de Britney [Spears], como la melodía palpitante y los matices visuales abrasadores de todo, desde las orgías «I'm a Slave 4 U» (¡más BDSM!) hasta Blackout y «Work Bitch». También hay un pequeño toque de dominatriz de Rihanna en Rated R y «Wrecking Ball» de Miley [Cyrus] con la cadena gigante». Asimismo, La Nación también destacó las «coreos [del clip] de movimientos bruscos, a lo Lady Gaga».

## Interpretaciones en vivo

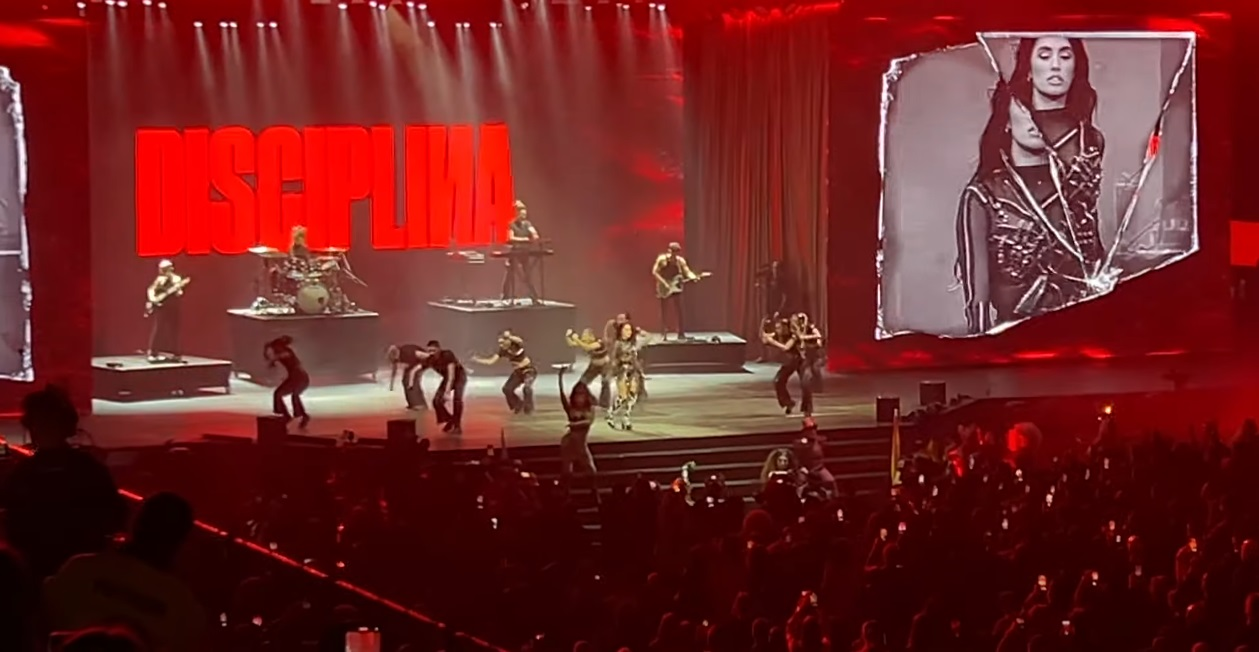
Lali interpretando «Disciplina» en el escenario de los Premios Gardel 2024.

Lali interpretó la canción por primera vez en lanovena entrega anual de los Premios Platino, celebrados el 1 de mayo de 2022, que se llevó a cabo en el recinto ferial de IFEMA de Madrid (España). En la actuación, Lali apareció en escenario vestida en un piloto engomado rojo, botas con plataforma del mismo color y el pelo corto suelto. Con ella aparecieron dos bailarines encargados de sacarle la prenda, y ya preparada para bailar, comenzó a recorrer el escenario con un mono con transparencias. Varios medios elogiaron la actuación, destacándola como uno de los mejores momentos del evento. El sitio web Infobae escribió que «Lali dio cátedra de su magnetismo. Y tanto ella como su cuerpo de baile dejaron extasiados a los espectadores». Posteriormente, la intérprete incluyó la canción al repertorio de sus giras Disciplina Tour y Lali Tour. El 1 de diciembre de 2023, Lali se presentó en las YPF Full Sessions, un ciclo patrocinado por las tiendas full de las estaciones de servicios YPF. Durante su actuación, interpretó «Disciplina» junto a otras canciones destacadas de su repertorio, como  «Diva», «Obsesión», «Histeria», «¿Quiénes son?», «Como tú» y «N5», entre otras.

## Créditos y personal
Adaptados desde Jaxsta.

### Producción
- Lali: voz, composición
- Mauro De Tommaso: producción, composición, teclados, caja de ritmos
- Dano Díaz: producción, teclados

### Técnico
- Javier Caso: ingeniero de grabación
- Mauro De Tommaso: ingeniero de grabación
- Lewis Pickett: ingeniero de mezcla
- Javier Fracchia: ingeniero de masterización

## Posicionamiento en listas
| País (Lista 2021)                   | Posición más alta |
| ----------------------------------- | ----------------- |
| Argentina (Monitor Latino)          | 16                |
| Argentina Latino (Monitor Latino)   | 14                |
| Argentina Nacional (Monitor Latino) | 7                 |
| Argentina Hot 100 (Billboard)       | 34                |

## Historial de lanzamientos
| País   | Fecha               | Formato(s)                  | Discográfica         | Ref.   |
| ------ | ------------------- | --------------------------- | -------------------- | ------ |
| Varios | 12 de enero de 2022 | Descarga digital, streaming | Sony Music Argentina | [ 30 ] |